# Marina Piccinini
Marina Piccinini (1968) é uma flautista virtuosa ítalo-americana. É conhecida por suas performances em composições de Mozart e Bach e com grandes orquestras e maestros.

## Carreira
Marina Piccinini é filha de um italiano com uma brasileira.. Começou a se interessar pelas obras de Mozart aos 7 anos e aos 10 começou a tocar flauta. Cresceu em Newfoundland, Canadá, e não teve acesso a uma qualificação formal da arte de tocar flauta até os 16 anos. Em Toronto, venceu a primeira competição do gênero. 
Mais tarde, mudou-se para Nova Iorque para começar seus estudos na prestigiada escola Juilliard School e foi a vencedora da competição internacional de artistas de concerto de Nova Iorque, cujo prêmio lhe rendeu uma bolsa de estudos no Concert Artists Guild, uma escola americana de música especializada em busca de novos talentos.
Piccinini  já se apresentou como solista com as orquestras Sinfônica de Boston, Filarmônica de Londres, Sinfônica de Tóquio, Sinfônica de Montreal, Filarmônica de Roterdã, Sinfônica Nacional (Estados Unidos) e muitas outras orquestras canadenses e norte-americanas. 
Trabalhou com  maestros como Alan Gilbert, Seiji Ozawa, Kurt Masur, Pierre Boulez, Leonard Slatkin, Stanislaw Skrowaczewski, Peter Oundjian, Esa-Pekka Salonen, Myung-whun Chung e Gianandrea Noseda.
Apresenta-se com regularidade no Japão, onde, inclusive, foi colaboradora do pianista Mitsuko Uchida e de numerosos quartetos musicais. Também foi colaborada de festivais de verão, como na Áustria e Itália, onde executou trabalhos de Mozart.
Em setembro de 2001, aderiu à faculdade do Instituto Peabody ligado à Universidade Johns Hopkins, onde se tornou professora de flauta. 
Piccinini  é casada com o pianista suíço Andreas Haefliger, com o qual se apresenta e já gravou.
Viveu permanentemente em Nova Iorque até 2002, quando se mudou para a Áustria, após ter ficado traumatizada com os ataques terroristas de 11 de setembro, mas ainda mantém uma residência na cidade norte-americana.
A flautista também já emprestou composições a artistas como Paquito D'Rivera.
Em 2010, regravou Flute Sonatas of J.S. Bach em colaboração com o Brazil Guitar Duo, que também venceu um concurso na mesma escola que ela havia estudado 20 anos antes.